# Pierre Rémond de Montmort

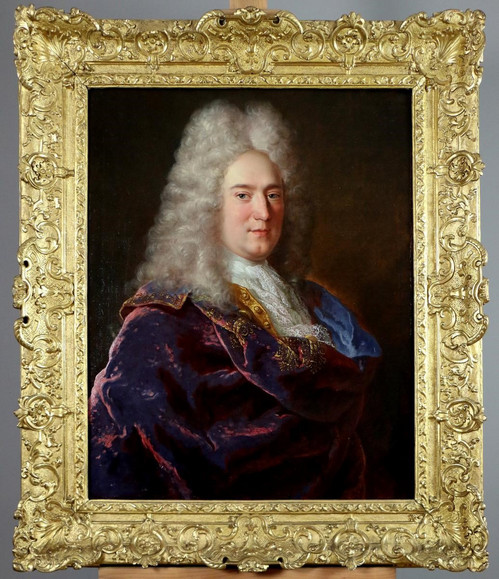
Pierre Rémond de Montmort

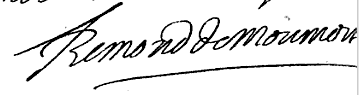
Handtekening van De Montmort

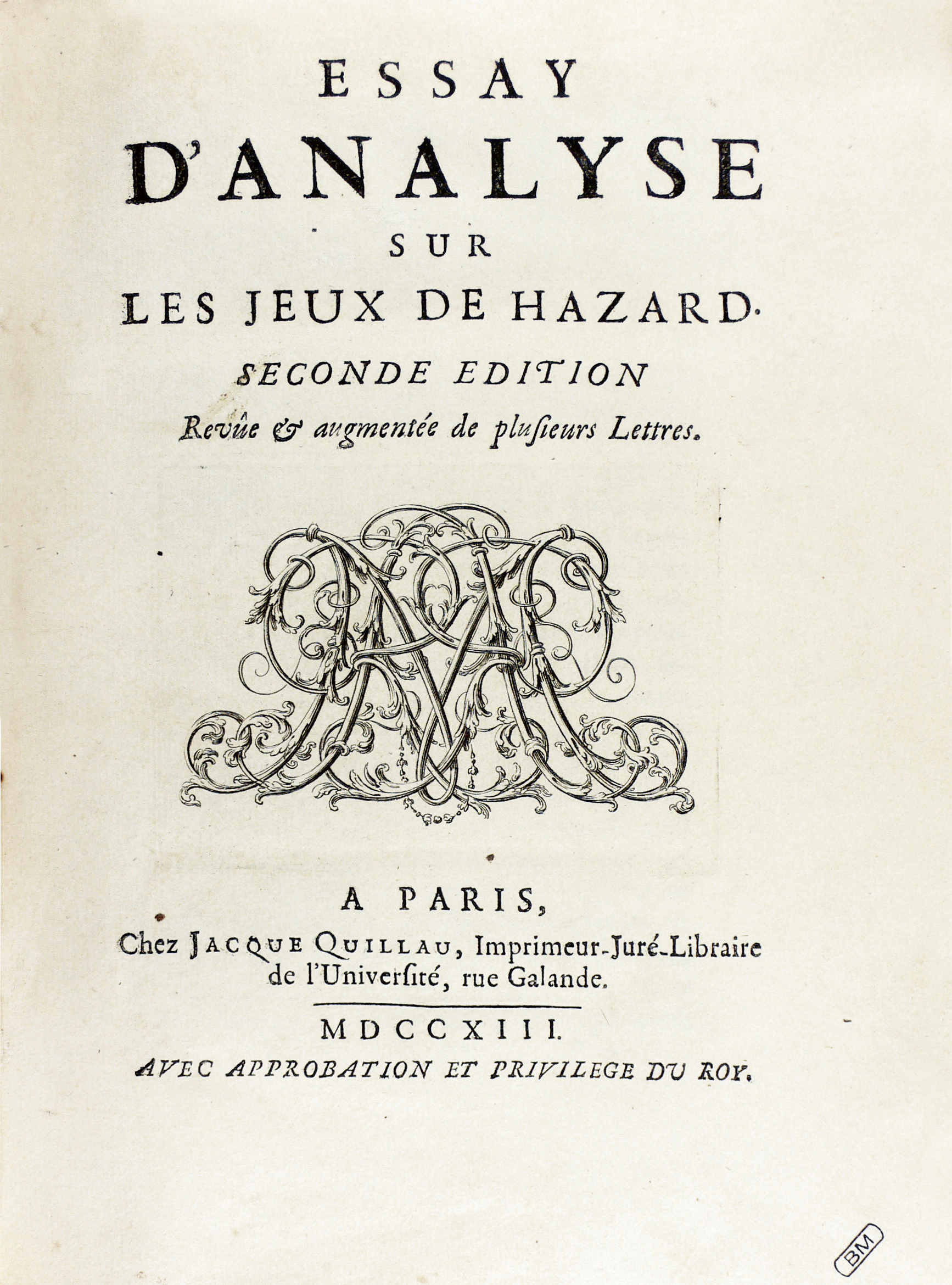
Essay d'analyse sur les jeux de hazard, 2e druk, 1713

Pierre Rémond de Montmort (geboren als Pierre Rémond, Parijs, 27 oktober 1678 – aldaar, 7 oktober 1719) was een wiskundige uit Frankrijk. 
De Montmort werd door zijn vader onder druk gezet om rechten te gaan studeren, maar hij verzette zich daartegen en maakte een reis naar Engeland, via Nederland naar Duitsland en keerde in 1699 naar Frankrijk terug, twee maanden voor het overlijden van zijn vader. Hij kocht in 1704 met de erfenis van zijn vader het kasteel van Montmort, in de huidige gemeente Montmort-Lucy en nam toen ook de naam De Montmort aan. De Montmort was bevriend met een aantal bekende wiskundigen, onder wie Leibniz, Halley, Taylor en in het bijzonder met Nikolaus I Bernoulli. De Montmort werd in 1715 verkozen tot Fellow van de Royal Society of Londen toen hij weer door Engeland reisde en hij werd in 1716 lid van de Franse Académie des sciences.
De Montmort is vooral bekend van zijn boek over de kansrekening en kansspelen Essay d'analyse sur les jeux de hazard, waarin hij als eerste de subfaculteit, de derangementen in de combinatoriek behandelde. Hij heeft ook de naam van de driehoek van Pascal bedacht, die hij naar Blaise Pascal noemde: Table de Monsieur Pascal pour les combinaisons. Hij heeft differentievergelijkingen en reeksen bestudeerd en heeft een bijdrage geleverd aan de oplossing van het puntenprobleem. Zo schreef hij in 1717 een artikel over oneindige reeksen, dat in Engeland in 1720, postuum, werd gepubliceerd. Hij begint daarin eenvoudig, maar aan het eind poneert hij het probleem van het sommeren van een reeks als:
{\displaystyle S={{a}_{0}}+{\frac {{a}_{1}}{h}}+{\frac {{a}_{2}}{{h}^{2}}}+\ldots }
met behulp van partieelsommen. Hij was de eerste in de westerse wereld die een oplossing voor de paardenrondgang heeft gevonden.